# Pirofosfato

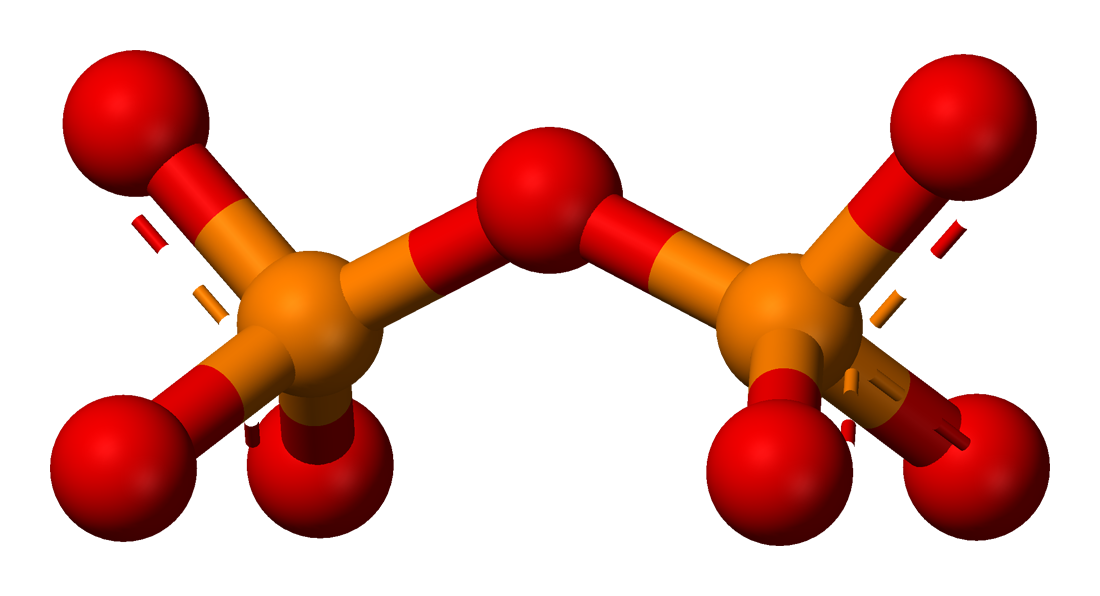
Modelo de anión de pirofosfato, P_{2}O_{7}^{4−}

En química, los pirofosfatos son los aniones, sales, y ésteres del ácido pirofosfórico o difosfórico. El anión se abrevia PPi y se forma por la hidrólisis de ATP para formar AMP en la célula. Esta hidrólisis se conoce como pirofosforolisis
- ATP → AMP + PPi

El anión pirofosfato tiene una estructura P2O74−, y es un ácido anhidro del fosfato. Es inestable en disolución acuosa y se hidroliza rápidamente formando fosfato inorgánico:
- P2O74− + H2O → 2 HPO42−

abreviado:
- PPi + H2O → 2 Pi

Desde el punto de vista del enlace entre fosfatos, se requieren dos reacciones de fosforilación para obtener la hidrólisis del ATP a AMP y PPi.
- AMP + ATP → 2 ADP
- 2 ADP + 2 Pi → 2 ATP

La síntesis del tetraetilpirofosfato fue descrita por primera vez en 1854 por Philip de Clermonunt en una reunión de la Academia de Ciencias de Francia.
El término pirofosfato también designa a los ésteres formados por la reacción de condensación de un compuesto biológico fosforilado con un fosfato inorgánico.